# Irukachufu
Irukachufu ist der Name eines altägyptischen Beamten der frühen 5. Dynastie während des Alten Reiches. Irukachufu trug hohe Titel wie zum Beispiel Aufseher über die Pyramidenstadt des Cheops, Königsbekannter, (königlicher) Wab-Priester, Einer der großen Zehn von Oberägypten. Er wurde in der Steinziegel-Doppelmastaba LG 20–21 auf dem Westfeld bei den Pyramiden von Gizeh bestattet, gemeinsam mit Persen und dessen Frau Neshut. Im Serdab des Irukachufu befand sich eine unbeschriftete Schreiberstatue, die möglicherweise den Grabinhaber darstellt und heute zur Sammlung des Ägyptischen Museums in Kairo (JE 99130) gehört.